# دائرة عين كرشة
دائرة عين كرشة إحدى دوائر ولاية أم البواقي الجزائرية . عاصمتها هي عين كرشة وتضم بلديات :
- عين كرشة
- الحرميلية
- هنشير تومغاني